# ویکتور کاردوزو
ویکتور کاردوزو (اسپانیایی: Victor Cardoso‎؛ زادهٔ ۲۲ مارس ۱۹۹۹) بازیکن والیبال اهل برزیل است که برای باشگاه والیبال سسی سائو پائولو و تیم ملی والیبال مردان برزیل بازی می‌کند.